# Sabine Büchner
Sabine Büchner (* 1964 in Wuppertal) ist eine deutsche Illustratorin von Bilder- und Kinderbüchern. Sie verfasst und illustriert auch eigene Bilderbücher.

## Leben
Sie arbeitete zunächst als Sozialpädagogin in einem Kinderheim. Ab 1994 studierte sie Kommunikationsdesign in Wuppertal mit dem Schwerpunkt Illustration und wechselte 1996 an die Hochschule für Film und Fernsehen „Konrad Wolf“ in Babelsberg zum Studiengang Animation. Während des Studiums animierte sie die Figuren von  Trickfilmproduktionen für die Sendung mit der Maus. 2004 schloss sie das Kunsthochschulstudium mit dem Trickfilm „Der Wolkengucker“ und einer Arbeit über Animation und Poesie ab.
Ihr erstes Bilderbuch Für immer sieben wurde 2006 mit dem Troisdorfer Bilderbuchstipendium ausgezeichnet.

## Werke

### Kinder- und Jugendbuchillustrationen

#### Bilderbücher
- SaBine Büchner: Für immer sieben. Carlsen Verlag, 2007, ISBN 978-3-551-51670-1.
- SaBine Büchner: Rosa: Eine Wanne sieht rot. Carlsen Verlag, 2009, ISBN 978-3-551-51708-1.
- Jutta Richter: Kopf hoch!. Sanssouci Verlag, 2009, ISBN 978-3-8363-0166-4.
- SaBine Büchner: Pfennigfuchser. Carlsen Verlag, 2010, ISBN 978-3-551-51739-5.
- Luise Holthausen: Duden-Zwerge: Hier kommt Oskar. Bibliographisches Institut, 2011, ISBN 978-3-411-70705-8.
- Luise Holthausen: Duden-Zwerge: Oskar geht aufs Töpfchen. Bibliographisches Institut, 2011, ISBN 978-3-411-70706-5.
- Luise Holthause: Duden-Zwerge: Oskar braucht keinen Schnuller mehr. Bibliographisches Institut, 2011, ISBN 978-3-411-80826-7.
- Robert Munsch: Die Prinzessin in der Tüte. Ravensburger Buchverlag, 2014, ISBN 978-3-473-44638-4.
- SaBine Büchner mit Simone Hennig: Friedemann. Ravensburger Buchverlag, 2017, ISBN 978-3-473-44694-0.
- Charlotte Habersack: Der schaurige Schusch. Ravensburger Buchverlag, 2017, ISBN 978-3-473-44670-4.
- Ursula Poznanski: Die allerbeste Prinzessin. Loewe Verlag, 2018, ISBN 978-3-7855-8578-8.
- Charlotte Habersack: Der Schusch und der Bär. Ravensburger Buchverlag, 2019, ISBN 978-3-473-44710-7.
- Ursula Poznanski: Buchstabendschungel. Loewe Verlag, 2019, ISBN 978-3-7855-8923-6.
- Jakob Hein: Jetzt aber dalli!. Ravensburger Buchverlag, 2021, ISBN 978-3-473-46017-5.
- Caroline Link: Finnis Geheimnis. EDEL Kids Books, 2021, ISBN 978-3-96129-200-4.
- Ursula Poznanski: ZAHLEN ALLerlei. Loewe Verlag, 2022, ISBN 978-3-7432-0827-8.

#### Kinderbücher
- Annette Pehnt: Annika und die geheimnisvollen Freunde. Carlsen Verlag, 2007, ISBN 978-3-551-55497-0.
- Maritgen Matter: Ein Schaf fürs Leben. Ein Leseprojekt. Cornelsen Verlag, 2007, ISBN 978-3-464-82838-0.
- Ulf Stark: Severin und Nepomuk. Carlsen Verlag, 2008, ISBN 978-3-551-55447-5.
- Gudrun Likar: Prinzessin Fibi und der Drache. Tulipan Verlag, 2009, ISBN 978-3-939944-29-4.
- Sibylle Sailer (Hrsg.): Sieben kecke Schnirkelschnecken. Arena Verlag, 2010, ISBN 978-3-401-09184-6.
- Eva Ibbotson: Das Ungeheuer, das nicht Mami sagen konnte. Dressler Verlag, 2010, ISBN 978-3-7915-1013-2.
- Ruth Löbner: Papa, Jonas und der Tauschsonntag. Tulipan Verlag, 2010, ISBN 978-3-939944-41-6.
- Salah Naoura: Herr Rot in Not: Eine verrückte Weihnachtsgeschichte. Dressler Verlag, 2010, ISBN 978-3-7915-1425-3.
- Gudrun Likar: Prinzessin Fibi und das Schlossgespenst. Tulipan Verlag, 2011, ISBN 978-3-939944-79-9.
- Anne Maar: Fußball und Zitroneneis. Tulipan Verlag, 2011, ISBN 978-3-939944-66-9.
- Salah Naoura: Tante Mel wird unsichtbar. Dressler Verlag, 2011, ISBN 978-3-7915-1427-7.
- Nikola Huppertz und Ruth Löbner: Die kleine Frau Babette & Herr Mann. Arena Verlag, 2012.
- Susan Niessen: Fips Fidibus und das Geheimnis des schwarzen Haderich. Oetinger Verlag, 2012.
- Leuntje Aarnoutse: Finn trommelt los. Gerstenberg, 2012,.
- Martin Klein u. a.: GECKOs große Geschichtenwelt. Der Sternbildhase. mixtvision, 2013, ISBN 978-3939435792.
- Hélèna Villovich: Ferdinands klitzekleine Superkräfte. Gerstenberg, 2013.
- Amina Paul: Zuckerkringel und Kompanie. Arena Verlag, 2013.
- Gudrun Likar: Prinzessin Fibi und der verliebte Drache. Tulipan Verlag, 2013.
- Paul Maar: Das Schul ABC. Oetinger Verlag, 2013, ISBN 978-3-7891-1253-9.
- Sabine Städing: Petronella Apfelmus – Kinderbuchreihe, Boje Verlag, seit 2014
- Susan Kreller u. a.: GECKOs bunte Geschichtenwelt. Schlinkepütz hat Geburtstag. Mixtvision, 2014, ISBN 978-3-9445-7220-8.
- Susan Niessen: Fips Fidibus und der verflixte Zauberkelch. Oetinger Verlag, 2014.
- Salah Naoura: Superhugo startet durch!. Oetinger Verlag, 2014, ISBN 978-3-7891-2377-1.
- Paul Maar: Der Buchstaben-Zauberer. Oetinger Verlag, 2014, ISBN 978-3-7891-2372-6.
- Mascha Schwarz (Hrsg.): Mondnacht. Tulipan Verlag, 2014.
- Hélèna Villovich: Ferdinands klitzekleine Superkräfte. BELTZ, 2015, ISBN 978-3-407-74531-6.
- Salah Naoura: Superhugo rettet Leben!. Oetinger Verlag, 2015, ISBN 978-3-7891-2378-8.
- Salah Naoura: Superhugo fängt den Dieb!. Oetinger Verlag, 2015, ISBN 978-3-7891-2427-3.
- Julia Freidank: Gruslia, Vampirspuk in Venedig. Tulipan Verlag, 2015.
- Salah Naoura: Superhugo taucht ab!. Oetinger Verlag, 2016, ISBN 978-3-7891-0402-2.
- Kirsten Vogel und Susanne Weber: Ein Elefant zum Träumen. Orell-Füssli, 2016.
- Gudrun Likar: Prinzessin Fibi und das Einhorn. Tulipan Verlag, 2016, ISBN 978-3-8642-9234-7.
- Susan Kreller: Schlinkepütz, das Monster mit Verspätung. Carlsen Verlag, 2016, ISBN 978-3551556790.
- Sigrid Zeevaert: Emma ist eben doch ein Glückskind. Thienemann Verlag, 2017, ISBN 978-3-5221-8431-1.
- Salah Naoura: Superhugo fliegt zum Mond!. Oetinger Verlag, 2017, ISBN 978-3-7891-0403-9.
- Gudrun Likar: Prinzessin Fibi und das Zauberei. Tulipan Verlag, 2018, ISBN 978-3-86429-344-3.
- Paul Maar: Snuffi Hartenstein und sein ziemlich dicker Freund. Oetinger Verlag, 2018, ISBN 978-3-7891-0817-4.
- Martin Baltscheit: Lang lebe König Frosch!. Dressler Verlag, 2020, ISBN 978-3-7915-0149-9.
- Salah Naoura: Max und Biber segeln los!. Ravensburger Buchverlag, 2020, ISBN 978-3-473-36155-7.
- Stephanie Schneider: Lotta Rikotta und der geheime Strand. Tulipan Verlag, 2021, ISBN 978-3-86429-467-9.
- Paul Maar: Möpse, Dackel, Hütehunde. Oetinger Verlag, 2021, ISBN 978-3-7512-0055-4.

## Ausstellungen
- 13. September bis 21. Oktober 2007: Ausstellung "Sabine Büchner – Für immer 7" im Troisdorfer Bilderbuchmuseum Burg Wissem[4]

## Auszeichnungen
- 2006: Troisdorfer Bilderbuchstipendium für das Bilderbuch Für immer sieben[5]
- 2015: Preuschhof-Preis (zusammen mit Salah Naoura)